# قلعة طوس
قلعة طوس (بالفارسية: ارگ توس) هي قلعة تعود إلى الإمبراطورية الساسانية، وتقع في طوس، في محافظة خراسان رضوي في إيران.

## روابط خارجية
- صفحة ويب أخرى عن القلعة